# Charles Calvert (réalisateur)
Pour les articles homonymes, voir Charles Calvert (homonymie) et Calvert.
Charles Calvert est un réalisateur britannique de l'époque du cinéma muet.

## Filmographie partielle
- 1916 Disraeli (en)
- 1920 Walls of Prejudice (en)
- 1922 A Prince of Lovers (en)
- 1923 Bonnie Prince Charlie
- 1923 Lights of London (en)